# Silvestro, figlio di Giove
Silvestro, figlio di Giove (Jumpin' Jupiter) è un film del 1955 diretto da Chuck Jones. È un cortometraggio d'animazione della serie Merrie Melodies, uscito negli Stati Uniti il 6 agosto 1955. È l'ultimo di tre corti in cui Porky Pig e Silvestro visitano ambienti spaventosi e solo il gatto si accorge del pericolo; gli altri due sono La fifa fa novanta (1948) e Un posticino tranquillo (1954). È stato distribuito coi titoli Un salto su Giove e, dal 1997, Sul pianeta Giove.
Il corto è stato rieditato per l'inclusione nel film Daffy Duck's Quackbusters - Agenzia acchiappafantasmi. In esso, il deserto dove si accampano Porky e Silvestro viene identificato con le montagne della superstizione.

## Trama
Porky e Silvestro si accampano nel deserto; Silvestro è impaurito dall'ambiente ostile, causando la rabbia di Porky che invece vuole solo godersi il panorama.
Durante la notte, mentre Porky dorme nella tenda e Silvestro è costretto a rimanerne fuori, un'astronave del pianeta Giove arriva e ne esce un extraterrestre dalle sembianze di un uccello; questi rapisce i due portando con sé l'intero pezzo di terra dove sono accampati.
Silvestro si accorge immediatamente di quanto accaduto e ne rimane terrorizzato, tuttavia quando cerca di spiegarlo a Porky viene cacciato via in malo modo. Quando l'alieno entra nella tenda, Porky pensa si tratti di un indiano Navajo e lo accompagna con gentilezza fuori, invitandolo a tornare al mattino seguente.
L'alieno, sbalordito, si mette a leggere un manuale sul comportamento dei terrestri; preso dalla lettura non si accorge di lasciare il campo gravitazionale del pianeta Terra. L'intero accampamento inizia a fluttuare nell'aria; Silvestro rimane sveglio e si spaventa da morire, mentre Porky continua tranquillamente a dormire.
Alla fine l'accampamento si stacca dall'astronave e vola nello spazio aperto fino ad atterrare su un pianeta sconosciuto. Porky si sveglia come se nulla fosse e insieme a Silvestro sale sull'automobile e parte. Vengono però osservati da due extraterrestri a forma di uccello.

## Distribuzione

### Edizione italiana
In Italia il film uscì nel 1963, all'interno del programma Silvestro e Gonzales: matti e mattatori, in inglese sottotitolato. Il primo doppiaggio fu realizzato realizzato nel 1977, in occasione di una riedizione del programma. Nel 1997 fu ridoppiato dalla Royfilm per l'inclusione nella VHS Space Tunes.

### Edizioni home video

#### VHS
- Silvestro e Gonzales: matti e mattatori, 1ª parte[4]
- Space Tunes (ottobre 1997)